# Dawn Addams
Pour les articles homonymes, voir Addams.
Dawn Addams est une actrice britannique, née le 21 septembre 1930 à Felixstowe et morte le 7 mai 1985 à Londres.

## Biographie
Fille d'un officier de la Royal Air Force, Victoria Dawn Addams perd sa mère très tôt et passe son enfance à Calcutta. Elle débute au cinéma en 1950 puis en 1953 elle fait une tournée avec le théâtre aux armées en Corée. En 1957, remarquée par Charlie Chaplin, elle lui donne la réplique dans Un roi à New York. Elle apparaît dans les années 1960 et 1970 au Royaume-Uni et en France  dans des émissions télévisées, quelques épisodes de la série populaire Le Saint avec Roger Moore et dans une sitcom Father, Dear Father puis elle abandonne le métier au milieu des années 1970.

## Vie privée
En 1954, Dawn Addams épouse un aristocrate italien, Vittorio Emanuele Massimo, prince de Roccasecca (en Italie). Ils se séparent quatre ans plus tard, puis divorcent tardivement, en 1971. Le couple aura deux enfants. Elle se remarie en 1974 avec Jimmy White à qui elle restera mariée jusqu'à sa mort.
Dawn Addams meurt d'un cancer du poumon à Londres le 7 mai 1985, à l'âge de cinquante-quatre ans.

## Filmographie

### Cinéma
- 1951 : Cœurs enchaînés (Night into Morning) de Fletcher Markle
- 1951 : Le Droit de tuer (The Unknown Man) de Richard Thorpe
- 1952 : La Treizième Heure (The Hour of 13) de Harold French
- 1952 : Capitaine sans loi (Plymouth Adventure) de Clarence Brown : Priscilla Mullins
- 1952 : Chantons sous la pluie (Singin' in the Rain) de Stanley Donen : Une femme
- 1953 : La Tunique  (The Robe) d'Henry Koster : Junia
- 1953 : La Lune était bleue ((The Moon Is Blue) ) de Otto Preminger : Cynthia Slater
- 1953 : La Vierge sur le toit (Die Jungfrau auf dem Dach) d'Otto Preminger (version allemande de La Lune était bleue, 1953)
- 1953 : La Reine vierge (Young Bess) de George Sidney : Kate Howard
- 1954 : Sabotages en mer (Mizar (Sabotaggio in mare)) de Francesco De Robertis
- 1954 : Riders to the Stars (en) de Richard Carlson
- 1954 : Secrets d'alcôve (segment Le Divorce) de Gianni Franciolini
- 1954 : Return to Treasure Island d'Ewald André Dupont
- 1954 : Le Défilé de la trahison (en) (Khyber Patrol) de Seymour Friedman
- 1954 : Le Vicomte de Bragelonne (Il visconte di Bragelonne) de Fernando Cerchio : Hélène de Winter
- 1955 : Le Trésor de Rommel (Il tesoro di Rommel) de Romolo Marcellini
- 1955 : I quattro del getto tonante de Fernando Cerchio
- 1956 : Londres appelle Pôle Nord (Londra chiama polo nord) de Duillo Coletti : Mary Green
- 1957 : Un roi à New York (A King in New York) de Charles Chaplin : Ann Kay
- 1958 : Sursis pour un vivant (Pensione Edelweiss) de Víctor Merenda : Nadia Rakesy
- 1959 : L'Île du bout du monde d'Edmond T. Gréville : Victoria
- 1958 : L'Ennemi silencieux (The Silent Enemy) de William Fairchild : Jill Master
- 1959 : L'Espionne rousse (Die feuerrote Baronesse) de Rudolf Jugert
- 1959 : Voulez-vous danser avec moi ? de Michel Boisrond : Anita
- 1959 : Les Bateliers de la Volga (I battellieri del Volga) de Victor Tourjansky : Tatyana
- 1959 : Larry agent secret (The Treasure of San Teresa) d'Alvin Rakoff
- 1959 : R.P.Z. appelle Berlin (Geheimaktion schwarze Kapelle) de Ralph Habib
- 1959 : Secret professionnel de Raoul André
- 1960 : Die zornigen jungen Männer de Wolf Rilla
- 1960 : Le Diabolique Docteur Mabuse (Die 1000 Augen des Dr. Mabuse) de Fritz Lang : Marion Menil
- 1960 : Les Deux Visages du Docteur Jekyll (The Two Faces of Dr Jekyll) de Terence Fisher : Kitty
- 1961 : Les Menteurs d'Edmond T. Gréville : Norma O'Brien
- 1961 : Follow That Man de Jerome Epstein
- 1962 : L'Éducation sentimentale d'Alexandre Astruc : Catherine
- 1963 : Les Filles de l'air (Come Fly with Me) de Henry Levin : Katie Rinard
- 1964 : La Tulipe noire de Christian-Jaque : Catherine de Vigogne
- 1965 : Ballade en bleu (Ballad in Blue) de Paul Henreid
- 1966 : Where the Bullets Fly de John Gilling
- 1969 : Zeta One de Michael Cort : La reine Zeta
- 1970 : Les Passions des vampires (The Vampire Lovers) de Roy Ward Baker
- 1971 : Sapho ou La fureur d'aimer de Georges Farrel
- 1973 : Le Caveau de la terreur (The Vault of Horror) de Roy Ward Baker : Inez

### Télévision
- 1962 : En France comme si vous y étiez de Fernand Marzelle : le Professeur
- 1963 : Le Saint : Le Compagnon de voyage (saison 2 épisode 1): Magda Vamoff
- 1964 : Le Saint : Une ravissante voleuse (saison 2 épisode 20) : la comtesse Audrey Morova
- 1964 : Destination Danger : La Guerre des photos (saison 2 épisode 8) : Martine
- 1966 : Le Saint : Les Bijoux de la Reine (saison 5 épisode 1): la reine Adana